# 能代市立渟城西小学校
能代市立渟城西小学校（のしろしりつ ていじょうにししょうがっこう）は、秋田県能代市盤若町にある公立小学校である。

## 概要
市の中心市街地に位置しており、周辺には商業施設や住宅街、市の行政施設などが立地している。また、国内最大級の砂防林として知られる「風の松原」に程近い。
2007年4月に能代市立渟城第一小学校、能代市立渟城第二小学校、能代市立渟城第三小学校の3小学校を再編し、本校と能代市立渟城南小学校を設置した。校舎は渟城第一小学校のものをそのまま使用している。

## 校歌
- 作詞：見上 司
- 作曲：四反田素幸

歌詞などは学校の公式サイトを参照。

## 周辺
- 秋田県立能代科学技術高等学校
- 能代陸上競技場
- 能代市民球場
- 能代公園
- 能代市立能代第一中学校
- 風の松原
- 能代ショッピングセンター（イオン能代店）
- 能代市役所 本庁舎